# Laureline
Laureline est un prénom féminin composé formé par la juxtaposition de Laure et de Line.

## Historique
Inventé en 1967 par Jean-Claude Mézières et Pierre Christin pour leur bande dessinée intitulée Les mauvais rêves, récit inaugural de la série Valérian, agent spatio-temporel dont Laureline est déjà l'héroïne, il est attribué et enregistré pour la première fois à l'état civil en 1968.
En 2010, plus de 2 000 personnes en France portent ce prénom ou l'une de ses variantes (Laureline, Laurline, Lorline, Lauréline, Loreline, Laurelyne et Lorelyne). Elle est fêtée le 10 août.

## Signification
Sa signification première semble liée par le prénom Laure, qui entre dans sa composition, au mot « laurier » ou  par Adeline, un prénom d'origine germanique, à adal, noble et lind, doux. 

Ce prénom signifie aussi « petite plume » en breton.[réf. nécessaire]